# Fernando Chueca Goitia

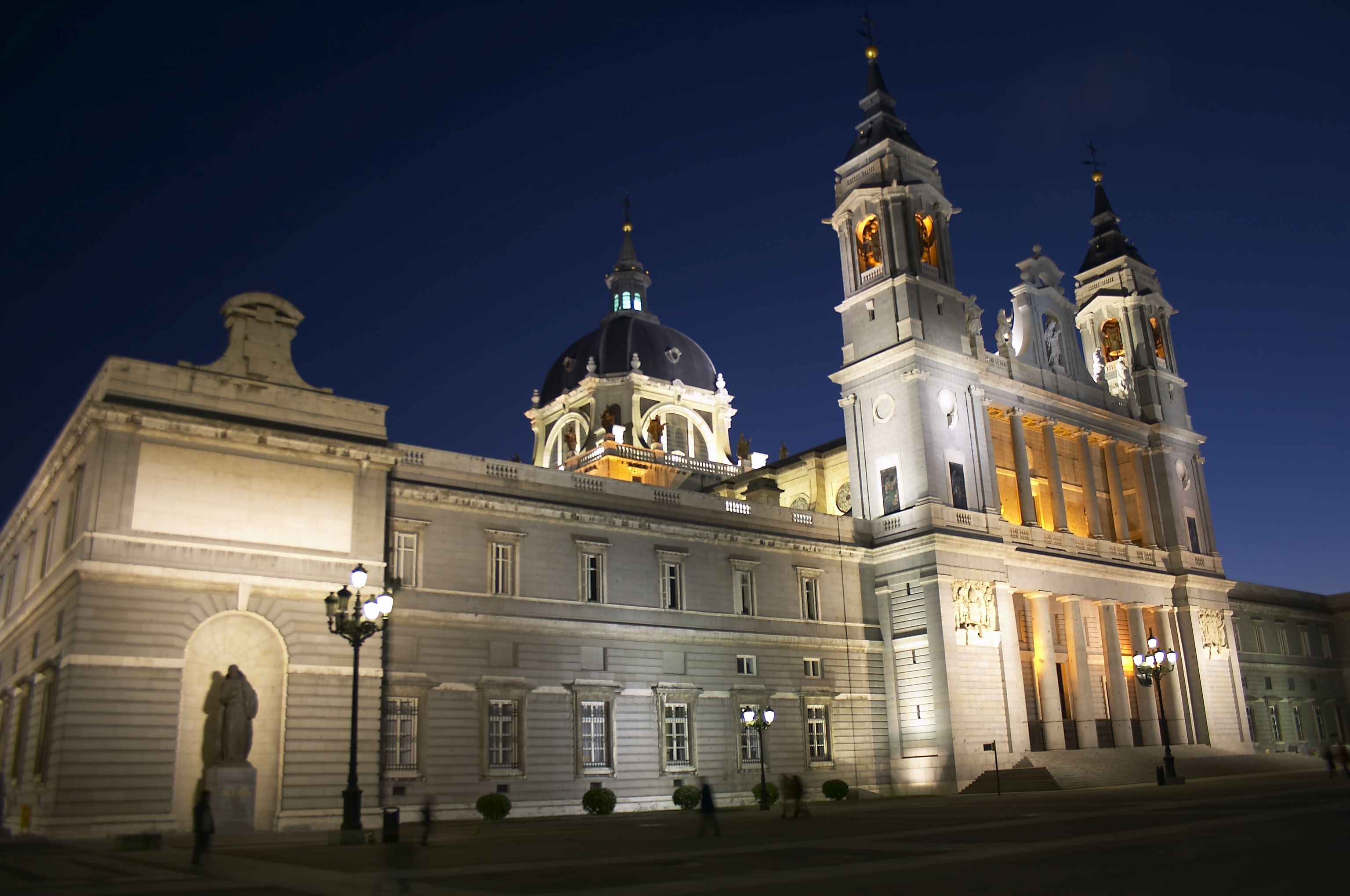
Almudena-Kathedrale

Fernando Chueca Goitia (* 29. Mai 1911 in Madrid; † 30. Oktober 2004 ebenda) war ein spanischer Historiker sowie einer der bedeutendsten Vertreter der spanischen Architektur des 20. Jahrhunderts.
Unter anderem war er bis 1993 am Bau der Madrider Almudena-Kathedrale beteiligt. Darüber hinaus plante er die Erweiterung des Prado-Museums sowie die Restaurierung der Madrider San-Cayetano-Kirche. Seine Schrift „Invariantes Castizos de la arquitectura española“ („Reine Invarianten der Spanischen Architektur“, 1947) hatte großen Einfluss; in ihr postulierte er so etwas wie ein ureigenes Wesen der spanischen Architektur, das in der maurischen Tradition wurzle und über alle Jahrhunderte gleich geblieben sei.

## Publikationen (Auswahl)
- Madrid & Toledo, New York: Rinehart and Winston, 1972, ISBN 0-03-091082-X.
- Breve historia del urbanismo, Madrid: Alianza Editorial, 1968
- Arquitectura del siglo XVI, Madrid: Éditorial Plus-Ultra, 1953
- La catedral nueva de Salamanca; historia documental de su construcción, Universidad de Salamanca, 1951